# Krakowskie potwory
Krakowskie potwory – polski serial horror fantasy w reżyserii Kasi Adamik i Olgi Chajdas udostępniany od 18 marca 2022 roku na platformie VOD Netflix.

## Fabuła
Aleksandra jest studentką pierwszego roku medycyny na Collegium Medicum Uniwersytetu Jagiellońskiego w Krakowie. Dzięki bardzo dobrym wynikom w nauce opuszcza rodzinną miejscowość, aby kształcić się na dobrej uczelni. Aleksandra zostaje wybrana do elitarnej grupy studentów skupionej wokół patologa profesora Zawadzkiego. Bohaterka odkrywa, że pod pretekstem badań naukowych grupa zajmuje się poznawaniem słowiańskich demonów i otaczającymi ich zjawiskami paranormalnymi.

## Obsada
Opracowano na podstawie materiału źródłowego:

- Barbara Liberek jako Aleksandra „Alex” Walas
- Andrzej Chyra jako profesor Jan Zawadzki
- Stanisław Linowski jako Lucjan „Lucky” Szczęsny, asystent Zawadzkiego
- Mateusz Górski jako Antoni
- Kaja Chan jako Hania
- Maja Chan jako Basia
- Daniel Namiotko jako „Gigi”
- Stanisław Cywka jako „Birdy”
- Anna Paliga jako Iliana
- Eryk Pratsko jako Rafał/Chworz
- Małgorzata Bela jako Aitwar
- Wojciech Brzeziński jako Robert
- Małgorzata Gorol jako Jagna Walas, matka „Alex”
- Amelia Żuchowska jako Aleksandra Walas w dzieciństwie
- Małgorzata Rożniatowska jako Bożena Złota, babcia „Alex”
- Julia Wyszyńska jako Ewa Zawadzka, żona profesora
- Bruno Campbell jako Feliks Zawadzki, syn profesora
- Maria Seweryn jako matka „Lucky’ego”
- Filip Majewski jako Mikołaj, brat „Lucky’ego”

## Produkcja
W marcu 2021 roku Netflix zapowiedział 12 polskich filmów i seriali w tym Krakowskie potwory. Wtedy produkcja funkcjonowała pod tytułem „Axis Mundi”. Za reżyserię serialu odpowiadają Kasia Adamik i Olga Chajdas, a za scenariusz Magdalena Lankosz, Anna Sieńska i Gaja Grzegorzewska. Magdalena Lankosz pomysł na fabułę znalazła w „Niesamowitej Słowiańszczyźnie” Marii Janion oraz w rękopisie „Bożycy” Bronisława Trentowskiego, który sklasyfikował przedchrześcijańskie wierzenia Słowian
.
Zdjęcia do serialu trwały od jesieni 2020 do wiosny 2021 w Krakowie: (Collegium Novum, Collegium Maius, ul. Grodzka, Plac Nowy, zalew Zakrzówek, Skałki Twardowskiego, Rynek Główny, kamieniołom Libana, Planty) oraz w Warszawie.
Czołówkę serialu oraz logo zaprojektował i zanimował Piotr Dismas Zdanowicz.

## Odbiór
W serwisie Ready Steady Cut serialowi wystawiono ocenę 3,5/5. Na Rotten Tomatoes krytyk Daniel Hart ocenił produkcję 3,5/5. Według IMDb średnia ocena to 5,5/10. The Scotsman umieścił serial na czwartym miejscu na liście dziesięciu najlepszych programów telewizyjnych i filmów wydanych w trzecim tygodniu marca 2022 roku.